# Just Dance 2023 Edition
Just Dance 2023 Edition is een muziekspel uitgebracht door Ubisoft voor de PlayStation 5, Xbox Series en Nintendo Switch. Het is het vervolg op Just Dance 2022. Het spel werd wereldwijd uitgebracht op 22 november 2022.
Just Dance 2023 bevat 44 nieuwe muziektitels. Gelijktijdig werd Just Dance+ geïntroduceerd als een abonnementsmodel, vergelijkbaar met Just Dance Unlimited. Ten tijde van bekendmaking is er toegang tot een bibliotheek van 150 nummers, en de dienst zal daarbij ook oudere nummers in voorgaande spellen beschikbaar maken.
Ubisoft maakte tevens bekend dat Just Dance 2023 Edition de laatste jaarlijkse editie zal zijn. Voortaan zullen alle nieuwe muzieknummers, spelmodi en mogelijkheden beschikbaar komen als downloadbare inhoud, die vervolgens aan het spel toegevoegd worden.
Het spel ontving positieve recensies en heeft op verzamelsite Metacritic een score van 76% voor de Switch-versie.